# Pietro Gazzola
Pietro Gazzola (Coli, 9 gennaio 1856 – Livorno, 3 novembre 1915) è stato un presbitero italiano.

## Biografia
Pietro Gazzola, padre della congregazione barnabita, compì i suoi studi presso il seminario diocesano di Piacenza. Fu coadiutore e poi parroco a S. Alessandro di Milano a partire dal 1885. Avvicinatosi alla filosofia rosminiana, nella Milano d'inizio Novecento egli fu la figura ispiratrice di un gruppo di giovani credenti provenienti da famiglie cattolico-liberali del capoluogo lombardo, che intendevano coniugare l'esperienza del cattolicesimo con i nuovi valori culturali e civili che la nuova realtà socioeconomica faceva emergere non solo in Italia. Tale gruppo diede vita alla rivista Il Rinnovamento, che si avvalse della collaborazione di diverse figure di rilievo (Ghignoni, Semeria, Alfieri, Gallarati Scotti, Fogazzaro, Casciola).
Dopo essere stato oggetto di diverse accuse e scontri polemici da parte della stampa cattolica più intransigente, in quanto uno degli ispiratori del modernismo italiano, nel novembre del 1908 fu allontanato dalla parrocchia della Chiesa di Sant'Alessandro in Zebedia. Fu inviato dai suoi superiori dapprima al collegio di Cremona e infine al collegio di Livorno, dove morì nel 1915.
Nel suo pensiero contro l'imposizione delle autorità proponeva il primato della coscienza e della libertà dell'uomo di fede, e sviluppò una collaborazione con Antonio Stoppani durante gli studi biblici interpretativi, per i quali proponeva una analisi basata sul metodo storico critico.
Con Stoppani discusse anche della validità del decreto post obitum col quale il Sant'Uffizio condannò il pensiero di Antonio Rosmini.

## Scritti
- Natale 1908, Tipografia V. Strazza & C, Milano 1909
- Paterno Spirito. Pensieri, Bestetti & Tuminelli, Roma 1918